# Ferdinand-Marie de Bavière (1884-1958)
Pour les articles homonymes, voir Ferdinand-Marie de Bavière.
 (décembre 2014).
Si vous disposez d'ouvrages ou d'articles de référence ou si vous connaissez des sites web de qualité traitant du thème abordé ici, merci de compléter l'article en donnant les références utiles à sa vérifiabilité et en les liant à la section « Notes et références ».
Le prince Ferdinand-Marie de Bavière (en allemand, Ferdinand Maria Ludwig Franz von Assisi Isabellus Adalbert Ildefons Martin Bonifaz Joseph Isidro Prinz von Bayern), né le 10 mai 1884 à Madrid, et mort le 5 avril 1958 à Madrid, fils aîné de Louis-Ferdinand de Bavière et de María de la Paz de Borbón, est un membre de la maison de Wittelsbach et un infant d'Espagne.

## Biographie

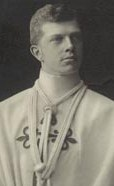
Ferdinand-Marie de Bavière.

Par sa mère Marie de la Paix d'Espagne, il est le petit-fils de la reine Isabelle II d'Espagne.
Naturalisé citoyen espagnol le 20 octobre 1905, il devient infant d'Espagne. Le 12 janvier 1906 à Madrid, il épouse sa cousine germaine Marie-Thérèse de Bourbon (12 novembre 1882 - 23 septembre 1912), fille du roi Alphonse XII d'Espagne et de Marie-Christine d'Autriche. Veuf, il se remarie le 1er octobre 1914 à Fontarabie avec Maria Luisa de Silva y Fernández de Henestrasa, première duchesse de Talavera de la Reina (1870-1955). Il renonce alors à ses droits d'agnat à la couronne de Bavière mais il conserve ses titres, rang et armes personnelles.

## Descendance

Armoiries de Ferdinand-Marie de Bavière.

Quatre enfants naissent de sa première union :
- Louis-Alphonse (1906-1983), infant d'Espagne, célibataire ;
- Joseph-Eugène (1909-1966), infant d'Espagne, qui épouse en 1933, Maria de la Asunción de Messía y de Lesseps, comtesse d'Odiel (1911-2005) dont naissent :
  - Marie-Christine (1935-2014),
  - Ferdinand (1937-1999),
  - Marie-Thérèse (née en 1941),
  - Louis-Alphonse (1942-1966) ;
- Maria de las Mercedes (1911-1953), infante d'Espagne, qui épouse Irakli Prince Bagration-Moukhrani (1909-1977) ;
- Maria del Pilar (1912-1918), infante d'Espagne.